# Sur-réseau
Un sur-réseau (ou supernet) est une normalisation (RFC 1519) ainsi qu'une technique de CIDR qui permet de définir un préfixe réseau englobant plusieurs sous-réseaux.
La technique du sur-réseau consiste à agréger plusieurs réseaux IP en un seul. Cette technique est utilisée dans les tables de routage. Elle permet de réduire le nombre de lignes dans la table tout en conservant la totalité des destinations.
Cette technique n'est pas sans risque car elle peut autoriser des destinations qui ne sont pas prévues initialement.

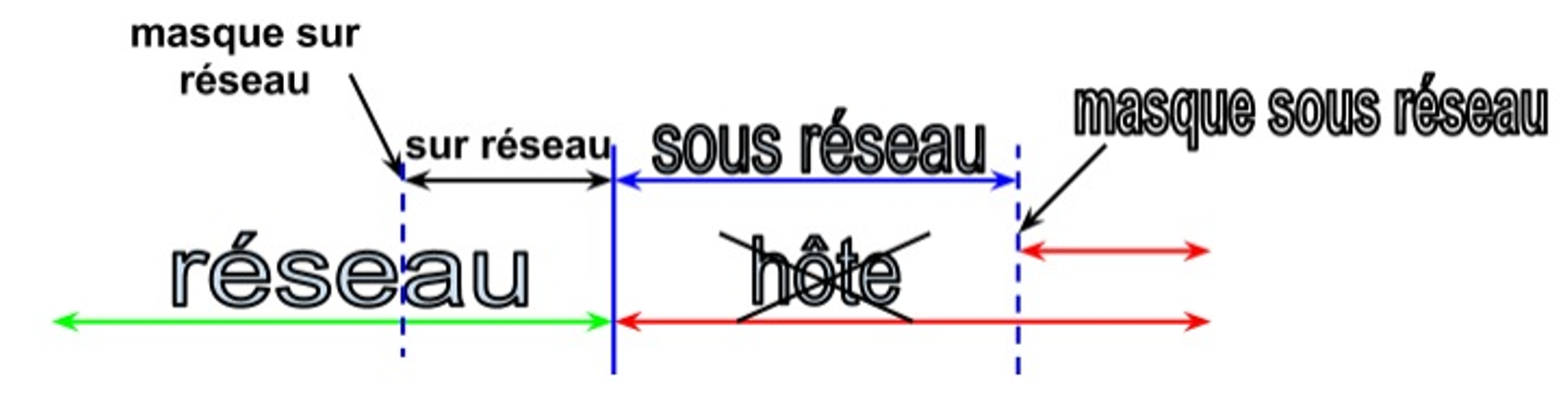
schéma sur réseau

## Exemple
Les routes des sous-réseaux 128.203.1.128/26 et 128.203.1.0/25 peuvent être collectivement agrégés avec un sur-réseau 128.203.1.0/24.
|            | Adresses IP (décimal) | Notation IP (binaire)                   | Adresse Masque (décimal) | Notation Masque (binaire)               |
| Adresse 1  | 128.203.1.128         | 1000 0000.1100 1011.0000 0001.1000 0000 | 255.255.255.192          | 1111 1111.1111 1111.1111 1111.1100 0000 |
| Adresse 2  | 128.203.1.0           | 1000 0000.1100 1011.0000 0001.0000 0000 | 255.255.255.128          | 1111 1111.1111 1111.1111 1111.1000 0000 |
| Sur-réseau | 128.203.1.0           | 1000 0000.1100 1011.0000 0001.0000 0000 | 255.255.255.0            | 1111 1111.1111 1111.1111 1111.0000 0000 |
| ---------- | --------------------- | --------------------------------------- | ------------------------ | --------------------------------------- |

Ce masque peut être utilisé pour le routage, la route agrégée se substituant aux autres et réduisant la table de routage, et simplifier les règles de filtrage dans un pare-feu ou un routeur.